# آزمایش‌های فکری اینشتین
آزمایش‌های فکری اینشتین (به انگلیسی: Einstein's thought experiments) ( آلمانی: Gedankenexperiment ) برای درک مفاهیم و یاد رد نظرات مخالف خود طرح کرد. آزمایش‌های فکری طرح شده توسط او به درک مفاهیم علمی کمک شایانی کرد. او برای انتقال مفاهیم موجود در نسبیت خاص، آزمایش‌هایی را بر اساس قطارهای در حال حرکت و چراغ قوه‌های در حال تابش نور مطرح می‌کرد. 